# رود کوختوی
رود کوختوی (روسی: Кухтуй) یک رودخانه در سرزمین خاباروفسک کشور روسیه است.